# Austin-Healey 3000
La Austin-Healey 3000, conosciuta anche come "Big Healey", è un'auto sportiva britannica prodotta dalla Austin-Healey, marchio parte del gruppo BMC, tra il 1959 ed il 1967.

## Il contesto
La 3000 nacque nella primavera del 1959 come naturale evoluzione della precedente Austin-Healey 100/6 da cui ereditava telaio, carrozzeria e motore 6 cilindri in linea ma con cilindrata aumentata a fino alla soglia dei 3000 cm³, da cui il nome.
Sia la 3000 che la sua antenata 100 erano note come le Austin-Healey, poiché, sino all'entrata in produzione della più piccola Sprite, erano le uniche vetture a portare il marchio Austin-Healey. 
Le scocche venivano prodotte dalla Jensen e rifinite nello stabilimento di Abingdon, di proprietà della Austin.

## La produzione
La 3000 venne prodotta in tre serie distinte note come Mk I, Mk II e Mk III.

### Mark I
La 3000 originale venne costruita dal marzo 1959 al marzo 1961 e divenne nota come Mark I solo dopo l'uscita della Mark II. Rispetto alla precedente 100/6 la MkI monta lo stesso motore 6 cilindri in linea ad aste e bilancieri ma con cilindrata maggiorata a 2912 cm³ (alesaggio aumentato a 83,36 mm), rapporto di compressione 9:1 e 2 carburatori SU HD6 semi-invertiti, con 124 CV di potenza a 4000 giri/min e 22,4 Kgm di coppia a 2700 giri/min (calcolati però con il metodo SAE). Con questo motore (tipo 29D) la vettura toccava i 183 Km/h. Le altre differenze riguardano i freni, con gli anteriori a disco Girling.
Come la 100/6 inizialmente era disponibile in versione 2 posti (codice interno BN7) e 2+2 posti (codice interno BT7) e tra gli optional figuravano ruote a raggi, overdrive, parabrezza laminato, riscaldamento, piantone dello sterzo regolabile, hard-top in vetroresina e verniciatura bicolore.
Tra il luglio e il novembre del 1959 venne adottato uno starter automatico, abbandonato perché rivelatosi inaffidabile, a dicembre 1959 venne montato un radiatore maggiorato, a giugno 1960 furono adottate di serie di gomme Dunlop RS5 e a dicembre dello stesso anno vennero rivisti i catarifrangenti posteriori e ingranditi i fanali anteriori.
In totale vennero prodotte 13.650 Mark I (2.825 BN7 e 10.825 BT7).

### Mark II

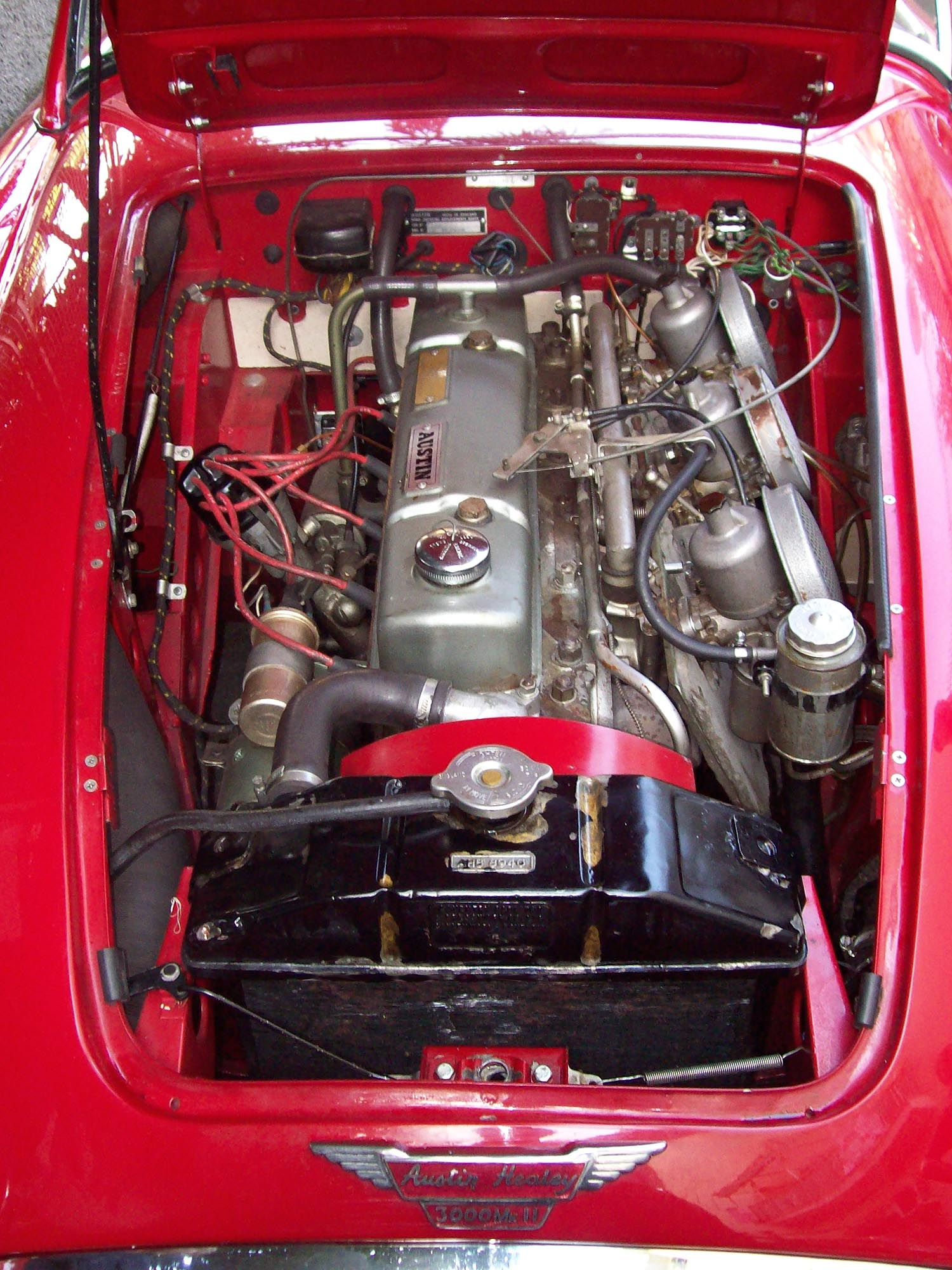
Il motore di una 3000 MkII del 1961 con 3 carburatori

Nel marzo 1961 venne messa in vendita la nuova 3000 Mark II, come la MkI sia in versione 2 posti (BN7) che 2+2 (BT7).
La 3000 Mark II adotta 3 carburatori SU HS4 al posto dei 2 precedenti, modifica effettuata probabilmente per consentire l'adozione in gara di 3 carburatori Weber, e albero a camme riprofilato per ottenere 132 CV (SAE) a 4750 giri/min e 23 Kgm di coppia (SAE) a 3000 giri/min e raggiungere i 180 Km/h. Anche la scocca venne modificata con una nuova mascherina ovale completa a barre verticali e gli attacchi delle cinture di sicurezza mentre dall'agosto 1961 divenne disponibile il servofreno come optional, il che migliorò notevolmente le prestazioni in frenata, e dal novembre dello stesso anno venne modificata la posizione della leva del cambio, che divenne centrale anziché a sinistra del tunnel della trasmissione.
Nel gennaio 1962 venne lanciata la nuova versione della 3000, la più lussuosa Sport Convertible 2+2 posti (BJ7) che rimpiazzò nel listino sia la BN7 MK II, nel marzo 1962, che la BT7 Mark II, nel giugno 1962.
I cambiamenti più importanti riguardarono la nuova capote ripiegabile dall'abitacolo (fino ad allora la capote poteva essere montata solo a vettura ferma con una complicata procedura), vetri discendenti e un parabrezza più avvolgente. Il motore (tipo 29F) su cui i tripli carburatori SU, difficili da regolare, vennero rimpiazzati da due SU HS6, sviluppava 131 CV (SAE) a 4750 giri/min e 21,8 Kgm di coppia a 3000 giri/min che spingevano l'auto fino a 188 Km/h. Gli optional erano simili a quelli della Mk I ma quando uscì la BJ7 venne eliminato l'hard-top di fabbrica.
Una 3000 Mk II BT7 con hardtop e overdrive, testata dalla rivista britannica The Motor nel 1961, raggiunse una velocità massima di 112.9 mph (181.7 km/h), accelerando da 0–60 mph (97 km/h) in 10.9 secondi.
La BJ7 uscì di produzione nell'ottobre 1963 con l'introduzione della 3000 MK III dopo che furono prodotte 11.564 MkII: 355 BN7 Mark II, 5.096 BT7 Mark II, e 6.113 BJ7.

### Mark III

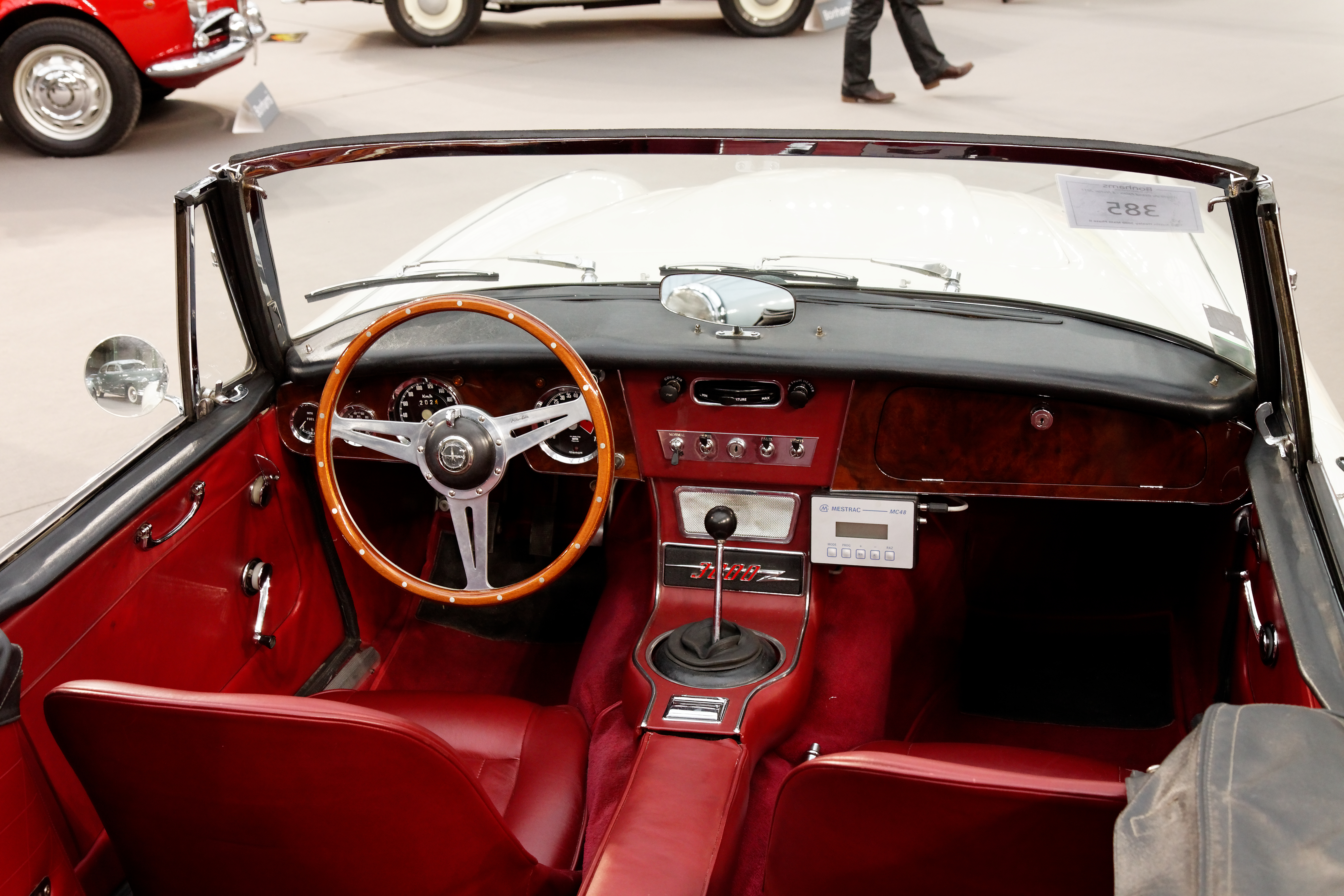
I lussuosi interni di una Austin Healey 3000 MkIII Phase II Cabriolet del 1966

La 3000 Mk III (BJ8) venne lanciata nell'ottobre 1963 e rimase in produzione fino alla fine del 1967 nonostante alcune vetture siano state completate anche nel 1968.
La Mk III fu la più potente e lussuosa di tutte le Big Healey. Infatti ha un motore da 148 CV e un nuovo cruscotto impiallacciato in radica di noce, strumenti a fondo nero, consolle centrale, avviamento a chiave, finestrini discendenti, e un nuovo divano posteriore abbattibile. La potenza del motore (tipo 29K) venne incrementata grazie a un nuovo design dell'albero a camme e delle molle valvole, a 2 carburatori SU HD8, e un nuovo sistema di scarico; grazie a questi accorgimenti si raggiunsero i 148 CV a 5250 giri/min e i 22 Kgm di coppia a 3500 giri/min e la vettura toccava i 194 Km/h. Il servofreno divenne standard e il prezzo aumentò leggermente.
Gli optional rimasero gli stessi salvo per i rivestimenti in pelle dei sedili e il servofreno, che divenne di serie. Nel maggio 1964 venne modificato l'assetto, che guadagnò altezza da terra grazie a nuove molle posteriori a sei spire.
Nel marzo 1965 venne lanciata la MK III "Phase II" con indicatori di direzione separati.
In totale vennero prodotte 17.712 Mark III (BJ8) tra Phase I e II.

## La fine della produzione

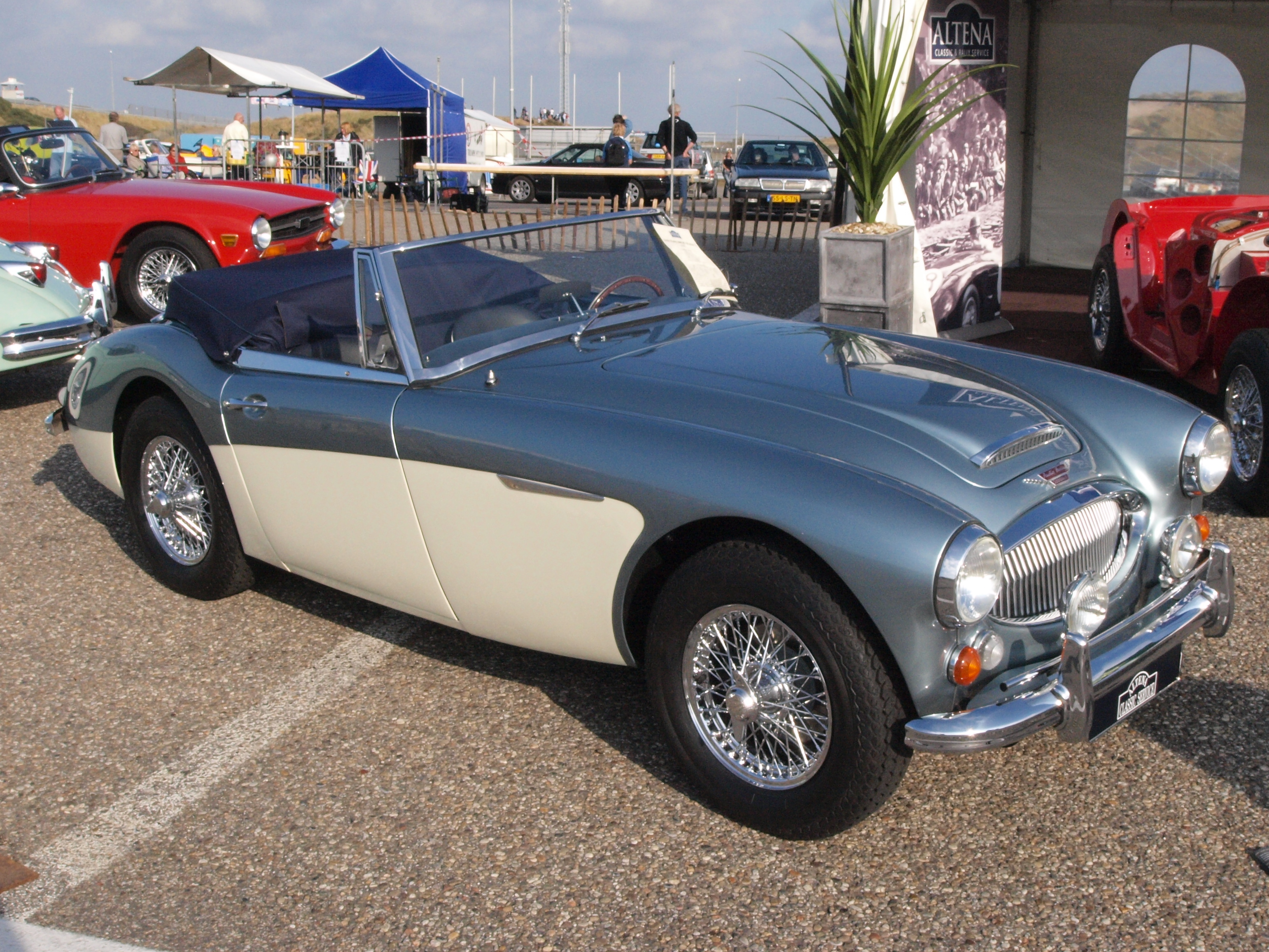
Una delle ultime Austin Healey 3000

La 3000 fu un successo nelle esportazioni senza precedenti: delle 51.315 vetture assemblate (comprese anche alcune 100/6) tra il 1957 e il 1968, ben 45.596, ovvero l'88,8% della produzione, oltrepassarono l'atlantico finendo negli USA.
La Mk III sarà anche l'ultima Austin-Healey di grossa cilindrata: le continue fusioni tra i gruppi automobilistici britannici fecero sì che il marchio Austin-Healey avesse delle rivali "in casa", come MG e Triumph. Per sostituire la 3000 Donald Healey propose di montare su un telaio e una carrozzeria Mk III allargata di 15.24 cm un motore 4 litri Rolls-Royce e il cambio automatico Borg-Warner. Tuttavia questa soluzione si rivelò costosa da realizzare e inadeguata al mercato americano a causa delle norme di sicurezza che sarebbero state introdotte nel 1968. Senza la clientela americana l'operazione Healey-Rolls-Royce sarebbe stata certamente un fallimento e così l'eredità della 3000 venne raccolta dalla MG C, una MG B adattata per accogliere il motore sei cilindri della Austin-Healey.
La potenza del motore era calcolata, come per quasi tutte le auto sportive inglesi dell'epoca (tranne la MG e qualche modello Triumph), con il metodo americano SAE Society of Automotive Engineers, che dava un motore più potente che non su strada, poiché misurato al banco, privo degli accessori che assorbivano potenza, come marmitte, filtri ai carburatori, ecc.; per cui alla potenza SAE va tolto un 10/15% per ottenere gli effettivi cavalli, definiti con metodo DIN (CV), e cioè con auto su strada.

## Le competizioni

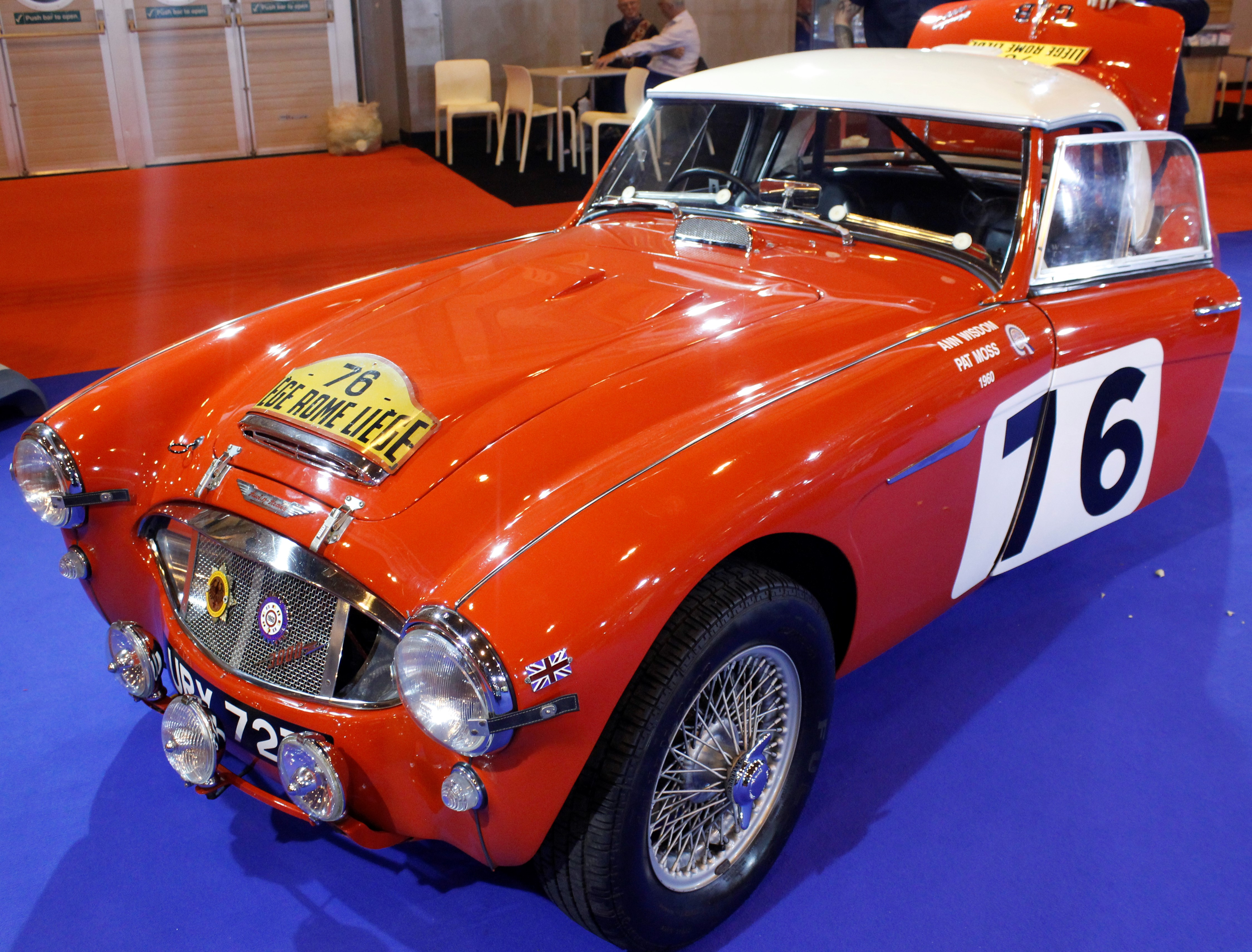
La Austin-Healey 3000 che Pat Moss e Anne Wisdom hanno utilizzato alla Liegi-Roma Liegi 1960

Le Austin Healey 3000 hanno avuto una storia lunga e importante nelle competizioni e hanno corso nei più importanti rally del periodo e ancora oggi continuano ad essere utilizzate nelle rievocazioni storiche. Il reparto corse BMC usò subito le 3000 (in tutte le versioni) nei rally fino al 1965, quando furono lentamente dismesse a causa del cambio di regolamento che favoriva le più moderne Mini Cooper 'S'. I più noti piloti ufficiali che ottennero successi con le 3000 furono Pat Moss (sorella del più noto Stirling) e Ann Wisdom, i gemelli Erle e Donald Morley, Bill Shepard e Rauno Aaltonen. 
Negli USA mentre le "vecchie" 100 avevano stabilito diversi record di velocità terrestre sui laghi salati dello Utah le 3000 parteciparono a numerose competizioni in pista, grazie ai permissivi regolamenti americani, tra cui la prestigiosa 12 Ore di Sebring con John Gott, Clive Baker e John Chatam.
| Risultato    | Competizione            | Anno | Equipaggio                  |
| ------------ | ----------------------- | ---- | --------------------------- |
| 2°           | Rally di Germania       | 1959 | Pat Moss - Ann Wisdom       |
| 1°           | Liegi-Roma-Liegi        | 1960 | Pat Moss - Ann Wisdom       |
| 2°           | Coppa delle Alpi        | 1960 | Pat Moss - Ann Wisdom       |
| 2°           | RAC Rally d'Inghilterra | 1960 | Paddy Hopkirk - ?           |
| 3°           | RAC Rally d'Inghilterra | 1960 | Pat Moss - Ann Wisdom       |
| 1°           | Coppa delle Alpi        | 1961 | Erle Morley - Donald Morley |
| 2°           | RAC Rally d'Inghilterra | 1961 | ? -?                        |
| 3°           | Rally dell'Acropoli     | 1961 | Peter Riley - ?             |
| 1°           | Coppa delle Alpi        | 1962 | Erle Morley - Donald Morley |
| 2°           | RAC Rally d'Inghilterra | 1962 | ? - ?                       |
| 3°           | RAC Rally d'Inghilterra | 1962 | ? - ?                       |
| 1ª Classe GT | Rallye di Montecarlo    | 1963 | ? - ?                       |
| 2°           | Rally dei Tulipani      | 1963 | ? - ?                       |
| 1ª Classe GT | Rally dei Tulipani      | 1964 | ? - ?                       |
| 1°           | Rally d'Austria         | 1964 | ? - ?                       |
| 1°           | Spa-Sofia-Liegi         | 1964 | Rauno Aaltonen - ?          |
| 2º Gruppo 2  | Coppa delle Alpi        | 1965 | ? - ?                       |
| 3°           | Rally di Ginevra        | 1965 | ? - ?                       |
| 4°           | Rally dei Tulipani      | 1965 | ? - ?                       |
| 2°           | RAC Rally d'Inghilterra | 1965 | ? - ?                       |
| 2°           | Targa Florio            | 1965 | Timo Mäkinen - Paul Hawkins |